# Yi Long
Yi Long (né Liu Xingjun) est un kickboxeur chinois wushu et sanshou qui concourt dans les divisions poids super-welters, poids welters et poids super-moyens. Souvent considéré comme étant un moine shaolin, il n'en est rien d'après un porte parole du temple shaolin.

## Biographie
Né à Dezhou dans la région de Shandong, Yi est autodidacte au Kung-fu Shaolin. Il était le champion 2007 international Wing Chun de Guangdong Foshan. À l'été 2009, il a commencé à se battre à la Wu Lin Feng.
Il affronte des grands champions de combat libre, de boxe thaï et d'autres arts martiaux. 

## Championnats et récompenses
- Champion du monde Wu Lin Feng 2016
- Champion du monde WCK 2015
- Champion du monde
- Champion du monde S-1 Muaythai Super Middleweight 2014
- champion du monde Wu Lin Feng(édition 2014) dans la catégorie -73,5 kg
- Champion du monde CIK 2012